# Municipio de Fortier
El municipio de Fortier (en inglés: Fortier Township) es un municipio ubicado en el condado de Yellow Medicine en el estado estadounidense de Minnesota. En el año 2010 tenía una población de 99 habitantes y una densidad poblacional de 1,14 personas por km².

## Geografía
El municipio de Fortier se encuentra ubicado en las coordenadas 44°40′18″N 96°23′18″O / 44.67167, -96.38833. Según la Oficina del Censo de los Estados Unidos, el municipio tiene una superficie total de 86.74 km², de la cual 86,5 km² corresponden a tierra firme y (0,28 %) 0,24 km² es agua.

## Demografía
Según el censo de 2010, había 99 personas residiendo en el municipio de Fortier. La densidad de población era de 1,14 hab./km². De los 99 habitantes, el municipio de Fortier estaba compuesto por el 98,99 % blancos y el 1,01 % eran de una mezcla de razas. Del total de la población el 0 % eran hispanos o latinos de cualquier raza.